# Cleantiella isopus
Cleantiella isopus is een pissebed uit de familie Idoteidae. De wetenschappelijke naam van de soort is voor het eerst geldig gepubliceerd in 1881 door Edward John Miers.